# Simon Mensing
Simon Ross Mensing (ur. 27 czerwca 1982 w Wolfenbüttel) – niemiecko-angielski piłkarz, występujący na pozycji pomocnika.
Od 28 stycznia do 28 lutego 2011 roku był zawieszony, z powodu wykrycia w jego moczu zabronionej substancji o nazwie metyloheksanamina.
W Scottish Premier League rozegrał 102 spotkania i zdobył 17 bramek.